# Liste der Bodendenkmäler in Ibbenbüren
Die Liste der Bodendenkmäler in Ibbenbüren enthält die denkmalgeschützten unterirdischen baulichen Anlagen, Reste oberirdischer baulicher Anlagen, Zeugnisse tierischen und pflanzlichen Lebens und paläontologischen Reste auf dem Gebiet der Gemeinde Ibbenbüren im Kreis Steinfurt in Nordrhein-Westfalen (Stand: 20. September 2011). Diese Bodendenkmäler sind in Teil B der Denkmalliste der Gemeinde Ibbenbüren eingetragen; Grundlage für die Aufnahme ist das Denkmalschutzgesetz Nordrhein-Westfalen (DSchG NRW).
| Bild | Bezeichnung         | Lage                         | Beschreibung | Bauzeit                    | Eingetragen seit | Denkmal- nummer   |
| ---- | ------------------- | ---------------------------- | --- | -------------------------- | ---------------- | ----------------- |
|      | Grabhügel           | Brumleyhöhe/Hermannsweg      | | Jungsteinzeit / Bronzezeit |                  | B 012             |
|      | Grabhügelgruppe (3) | Brumleyhöhe                  | | Bronzezeit                 |                  | B 002             |
|      | Grabhügel           | Bismarckweg                  | | Jungsteinzeit / Bronzezeit |                  | B 015             |
|      | Grabhügel           | Gelber Esch                  | | Jungsteinzeit / Bronzezeit |                  | B 004             |
|      | Grabhügel           | Moorweg                      | | Jungsteinzeit / Bronzezeit |                  | B 005             |
| BW   | Befestigungsanlage  | Dörenthe Münsterstraße Karte | Es handelt sich um eine umfangreiche Wall- und Grabenanlage. Sie diente wohl der Kontrolle des Übergangs über den Teutoburger Wald. Sie hatte eine wichtige Bedeutung für Handel und Verkehr. | Frühes Mittelalter         | 06.10.1994       | B 014             |
|      | Grabhügelfeld       | Rheiner Straße               | | Jungsteinzeit / Bronzezeit |                  | B 009 B 010 B 011 |
|      | Grabhügel           | Windmühlenweg                | | Jungsteinzeit / Bronzezeit |                  | B 006             |
|      | Grabhügelfeld       | Windmühlenweg                | | Jungsteinzeit / Bronzezeit |                  | B 007             |
|      | Grabhügelfeld       | Windmühlenweg                | | Jungsteinzeit / Bronzezeit |                  | B 008             |